# Parroquia del Carmen (Pachuca)
La Parroquia del Carmen más conocida como El Carmelito, es una parroquia ubicada en el centro histórico de Pachuca de Soto, Hidalgo en México.

## Historia

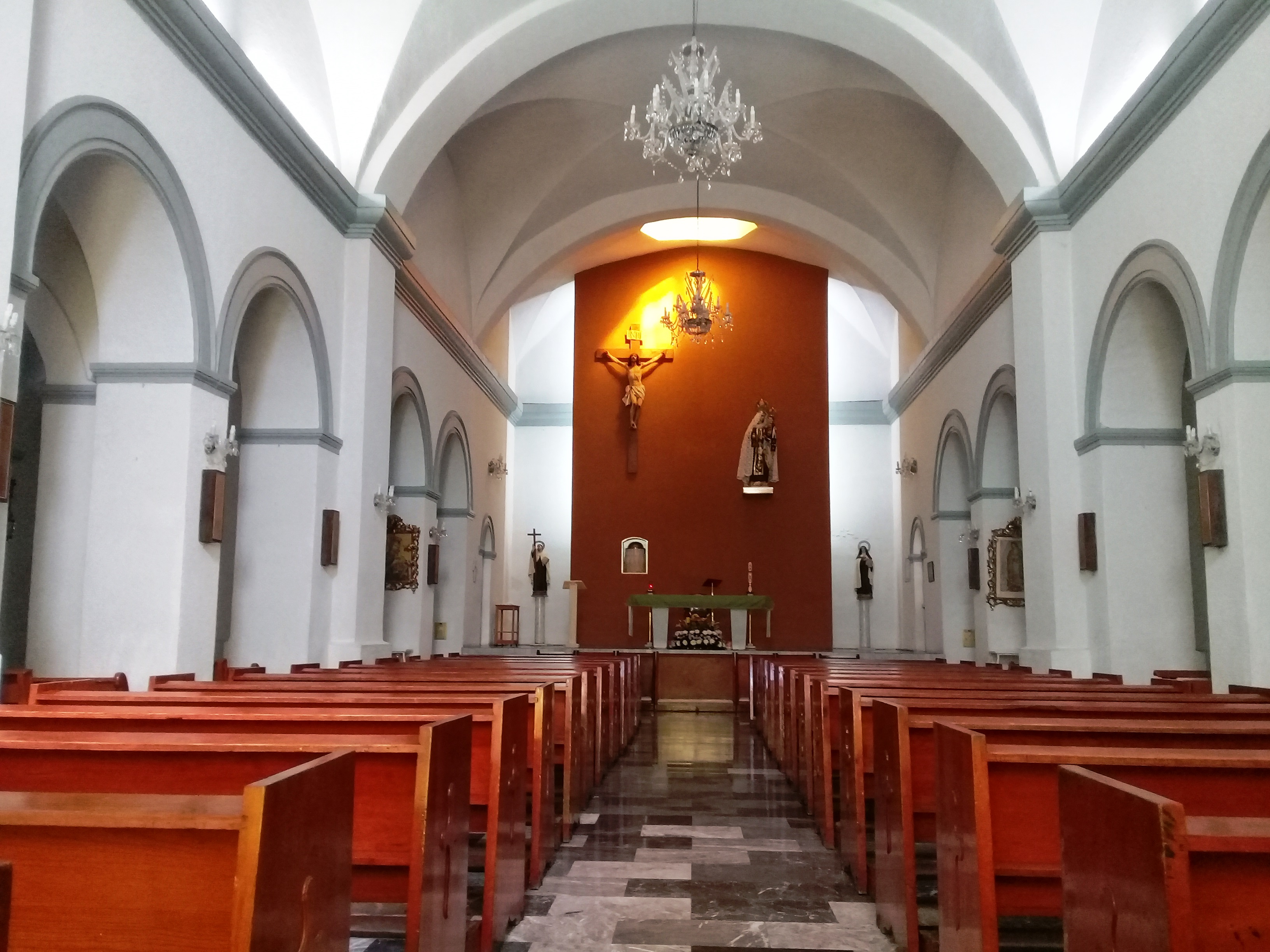
Interior de la parroquia.

El terreno fue de la propiedad de José Guadalupe Lechuga, quien lo vendió en 1906 a Carlos F. Landero, y este, según escritura de 22 de abril de 1907, donó el local a José Mora. Dedicado siempre al servicio público del culto, el día 7 de junio de 1929 se formuló en el Juzgado de Distrito en el Estado de Hidalgo una información "ad perpetuam" para acreditar los derechos de la nación sobre el inmueble; y quedó inscrito en el Registro Público de la Propiedad en Pachuca, Hidalgo, el día 5 de julio de 1930.
En este mismo año se llevaron a cabo obras generales de reparación, consistentes en renovar en la pintura mural, el cielo raso del coro y el de las naves laterales, que eran de lienzo, se sustituyeron con duela. La construcción ha pasado varias modernizaciones que son más evidentes dentro del templo.

## Arquitectura

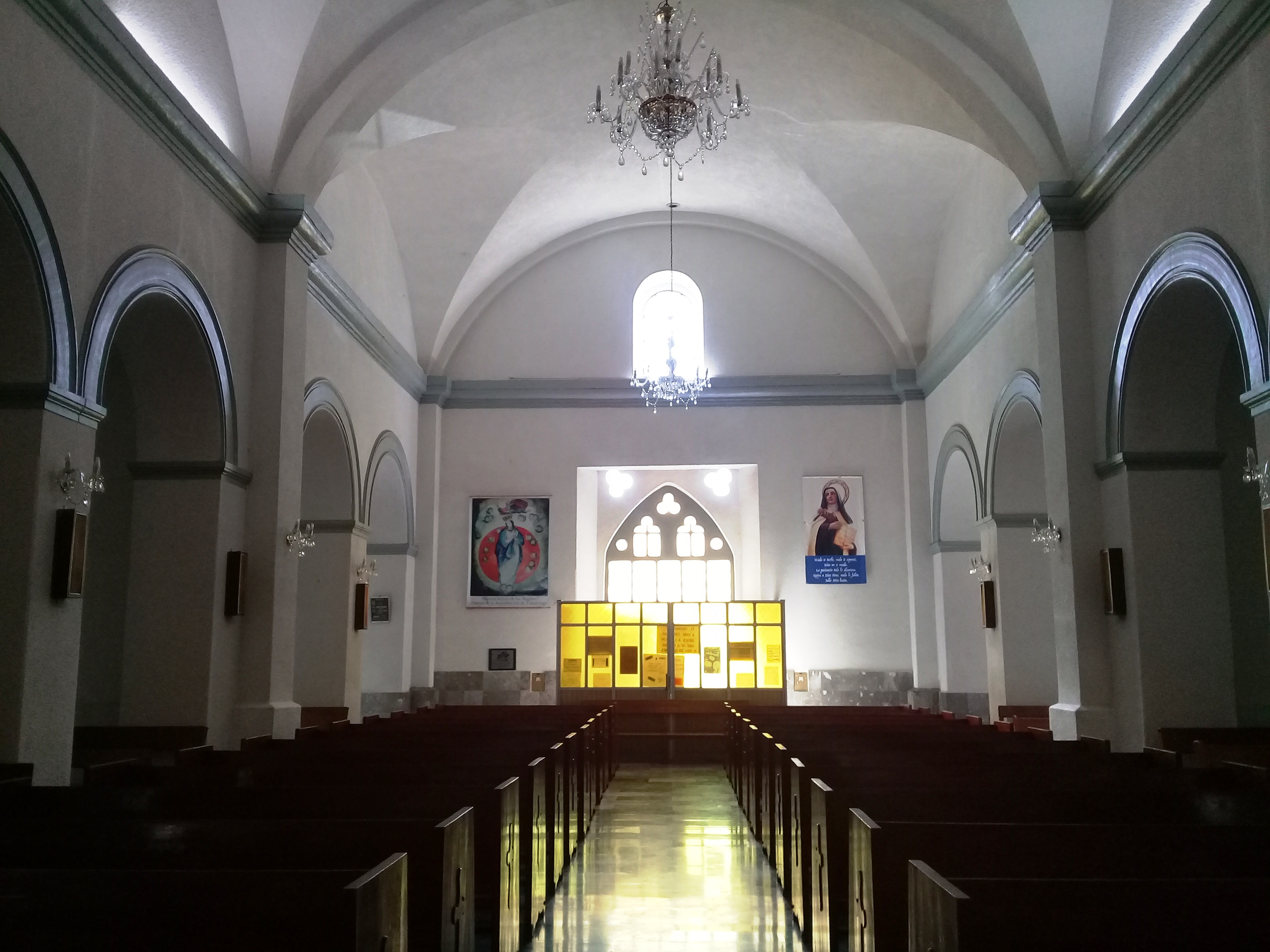
Interior del templo.

La puerta es un vano con cerramiento de arco apuntado que asienta en jambas con impostas y encuadrado entre dos columnas adosadas de fustes estriados y capitel jónico que reciben un entablamento.  Sobre el centro del entablamento existe una ventana con arco de medio punto, y corona la fachada un pretil con un campanario pequeño formado por dos pilares flanqueados por dos ménsulas invertidas que alberga dos campanas con estas inscripciones: “Sagrado Corazón de Jesús. 16 de julio de 1920”. “Nuestra Señora del Carmen – Ruega por nosotros – julio 16 de 1920”.
La puerta tiene una escalinata en ambos lados, limitada por un barandal de hierro sobre el embanquetado. La fachada, lisa y encalada, presenta a la izquierda de la puerta de acceso una ventana con arco apuntado, con reja de hierro y vidrieras, y arriba de esta otra pequeña, cuadrangular y enrejada. La planta del templo es cuadrangular, formada de tres naves terminadas por arcos de medio punto en el sentido del eje longitudinal del templo y asentados en gruesos machones. La construcción general es de mampostería; la nave central se cubre con bóveda de cañón.